# Incontri della notte
Incontri della notte è il titolo di un programma televisivo italiano di genere rotocalco letterario, in onda tra il 1982 e il 1983 su Rai 1, consistente in una serie di 13 incontri con gli autori contemporanei della letteratura italiana.
Il programma culturale, avente il sottotitolo "colloqui tra giovani e scrittori", andava in onda il venerdì sera, a cura di Gabriele La Porta e Daniela Palladini con la consulenza letteraria di Renato Minore, critico de Il Messaggero, e prodotto per il Dipartimento Scuola Educazione (DSE). 
La prima puntata fu trasmessa il 12 novembre 1982, alle ore 23.10, mentre l'ultima fu trasmessa l'11 febbraio 1983.

## Il programma
Precursore di numerose produzioni di Rai Notte – per il critico televisivo Aldo Grasso Incontri della notte fu "la madre di tutti i Marzulli" – ogni puntata del programma era dedicata a uno scrittore ospite, indagando sulla sua vita, la critica letteraria, le curiosità dei lettori in studio. 
Le interviste non furono affidate solamente ai conduttori, ma a ruota anche a un giornalista sempre differente, agli attori scelti a leggere brani delle loro opere, al pubblico di ragazzi di liceo alla ricerca di chiarimenti e aneddoti.
Tra i nomi, Andrea De Carlo, Fausta Cialente (19 nov. '82), Alberto Moravia, Primo Levi, Leonardo Sciascia, Antonio Altomonte  (3 dic. '82), Giorgio Bassani, Mario Pomilio (29 dic. '82), Alberto Bevilacqua (21 gen. '83), Alberto Arbasino (28 gen. '83), Enzo Siciliano (11 feb. '83).
Tra un discorso e l'altro interveniva l'umorista Riccardo Pazzaglia, nonostante avesse annunciato nel 1981 di volere interrompere ogni contatto con la TV, dopo alcune esperienze a Rai 3 e una prolifica attività radiofonica e cinematografica.
L'orario di trasmissione, per motivi di palinsesto, era spesso posticipato a tarda notte.